# Phoebis philea
Phoebis philea är en fjärilsart som först beskrevs av Carl von Linné 1763.  Phoebis philea ingår i släktet Phoebis och familjen vitfjärilar. Inga underarter finns listade i Catalogue of Life.

## Bildgalleri